# 103-я кавалерийская дивизия
103-я Узбекская кавалерийская дивизия (103 КД) — воинское соединение РККА во время Великой Отечественной войны.

## История
Дивизия сформирована из войск Среднеазиатского военного округа в ноябре 1941 года в г. Наманган Узбекской ССР, согласно Постановлению ГКО СССР № 894 от 13.11.1941 года. Личный состав набирался из узбеков и русских. Расформирована в марте 1942 года, не закончив формирование. Личный состав обращён на формирование других кавалерийских дивизий.

## Командиры
- Лаврентьев, Михаил Васильевич, полковник - с 19 декабря 1941 года по 3 февраля1942 года.